# Pittacos de Mytilène
Pittacos (en grec ancien Πιττακός / Pittakós), né vers 650 à Mytilène, dans l'île de Lesbos, et mort vers 570 av. J.-C., est un homme d'État et général grec, sans doute de noble origine thrace. Il fut choisi comme aisymnète de la ville de Mytilène pour y restaurer l’ordre et renverser les ennemis de la cité qui avaient à leur tête Antiménide et le poète Alcée. Il figure au nombre des « Sept sages » de l'Antiquité. Il délivra sa patrie du tyran Mélanchros.
La Souda lui consacre une notice. Des allusions dans des écrits d'auteurs anciens complètent ces maigres sources. Platon le cite et le réfute à plusieurs reprises dans le Protagoras, mentionnant notamment la critique que faisait Simonide de son grec. Aristote le considère comme un législateur soucieux de l’intérêt général.

## Biographie
Il fut un exemple de prudence, et un personnage politique qui se distingua par sa retenue, sa discrétion et son honnêteté politique, comme son contemporain Solon. Il accorda même la liberté à l'assassin de son fils, en arguant du fait que « le pardon vaut mieux que le repentir ». Ses compétences politiques significatives sont prouvées par les nombreuses législations dont il fut l'auteur. On distingue entre autres la loi imposant une peine double pour toute infraction commise en état d'ivresse. L’île de Lesbos abondait en vignes, et Pittacos légiféra contre le délit d’ivresse : « Une loi qui lui est particulière est celle qui punit les ivrognes, s’ils commettent un délit, d’une amende plus forte que les hommes sobres ». Il est à noter qu'il fit revenir d'exil Sappho et ses frères ainsi qu'Alcée. Après avoir gouverné de 595 à 585, il abdiqua volontairement en expliquant : « J’ai été effrayé de voir Périandre de Corinthe devenir le tyran de ses concitoyens après en avoir été le père. Il est trop difficile d’être toujours vertueux. ». Lors de la guerre qui opposa Athènes et sa cité pour le contrôle d'un territoire, il commandait l'armée de Mytilène et s'illustra en tuant, par ruse, le général athénien Phrynon.
Cette anecdote se relie à deux maximes que lui prête Diogène Laërce qui le classe en quatrième position de la liste des 7 sages :
- « Comme on lui demandait en quoi consiste la perfection, il répondit : « À bien faire ce qu’on fait actuellement (Τὸ παρὸν εὖ ποιεῖν)»
- « Sache reconnaître le moment opportun (καιρὸν γνῶθι) »